# 就職難
就職難（しゅうしょくなん、英: Job shortage）または、不完全雇用 (英: Underemployment) は、就業希望者が無期雇用・正規雇用・正社員に就職することが難しい状況を言う。

## 日本

### 要因
就職が困難となる状況は、景気などのマクロ経済・ミクロ経済的要因と、おおむね求職者と採用企業とのニーズのずれによって発生する要因に分かれている。採用企業のニーズには、年齢、性別、地域、専門的技能（スキル）、ソーシャルスキル、ヒューマンスキル、給与、学歴、障害、採用企業のマネジメント不足、前例主義、村社会、格差社会、デジタル化、美貌格差などさまざまな視点があり、これらが複合的に関連している。
企業は「年齢に相応する知識や経験」を重視することが若年齢者・壮年齢者・中年齢者・高年齢者・障害者の就職を困難にする原因になる。知識や経験が浅いからといって給与を極端に減額してまで採用するという習慣はないため、結果としてそのような人物は最初から採用しないということになる。
前述のような意識の現れの最たるものが、求人で当たり前のように見られる新卒採用と中途採用の区別という慣例である。
また、社員の採用に関しては障害者の雇用（障害者雇用促進法）以外では採用を強制する法制度も無く、完全に企業側の自由な裁量が認められており、採用に至る過程もすべて秘匿されており全く不透明である。（ただし、ハローワークからの紹介で面接、採用試験を受けた場合はハローワークに採否結果と不採用の理由を知識経験が不足している、業務内容に合わない、賃金が折り合わないなどの選択肢から選んで紹介状に付随している報告書に記入し報告することになっている。）就職に関する差別を禁止する法整備に関しても、性差別については男女雇用機会均等法があるものの有効に機能しなかったために複数回の法改正を強いられており、年齢主義と課程主義、能力主義、地域格差、年齢差別、男女差別、学歴差別、障害者差別、情報格差、美貌格差などについては全く企業の野放し（募集要項に『年齢、性別、学歴・大学名や学部学科、経歴、障害にこだわる事なく、人物本位での選考』などと謳っていても、実際は基礎学力の平均点60以上、偏差値50以上、前述の平均点及偏差値下位の大学や専門学校からの応募は一切選考の対象にならないなど）状態になっているのが現状である。
就職難の要因の一つとして「リカレント教育」自体は、日本においても1970年代には紹介されていたものの、この考え方はその後の日本の教育政策の中心にはなりえず、今日においても、日本の「リカレント教育」の水準は国際的に見てもあまり高いとは言えない状況が続いている。
その背景の1つとして、日本では、労働者の専門的な職業能力開発（ハローワークにて申請する職業訓練受講給付金や職業能力開発校・障害者職業能力開発校など）は、個別企業における教育システム（計画的OJTとそれを補完する目的のOff-JT、デジタルハリウッド株式会社が提供するデジタルハリウッドスクールやデジハリ・オンラインスクールなど）がその中心的な役割を担ってきたという側面を指摘することができる。日本では、「学校教育」と「企業内教育」とが効率的に役割分担をし、学校教育では高い基礎学力を養う役割を果たし、いったん仕事に就いたならば、その後、必要となる職業能力の開発は個別企業で行う、といった分担関係が長らく続き、それがこれまではうまく機能していた。労働者にとってみれば、必要な職業能力は企業で開発してくれるわけであるから、学校を卒業して職業に就いた後、また学校（夜間学校など）や予備校・学習塾（公文式など）に「還流」して、そこで自ら基礎学力の向上や職業能力開発していく必要性をあまり感じなかったのである。

### 就職難となる原因の例

#### 卒業後の年数

##### 新卒時
- 採用企業のニーズ - 企業は、柔軟性や人間性、学歴のほか、他の企業文化に染まっていないという事実を重要視することが多い。
- ミスマッチの概要 - 新卒一括採用の慣習が広く存在する日本では、景気の動向などにより、卒業年次によって就職の容易さに極端に差が出る。求職者の中には、自分の希望する業界へ就職できなかった場合、就職浪人となって就職活動を継続する者もいる。

##### 卒業1〜2年
- 採用企業のニーズ - いわゆる第二新卒であるが、企業は、柔軟性や人間性のほか、社会人としての基本的な事柄の習得を前提としている。
- ミスマッチの概要 - 求職者がまったく働いていないかフリーターの経験のみで、正社員として雇用された期間がない場合、企業側が求める「社会人としての基本的な事柄の習得」を満たしていないと取られることがあり、就職が困難となる。また、求職者側には、「まだ大丈夫だろう」といった気持ちに代表される錯誤が広くあり、それほど真剣な就職活動を行っていない場合や、就業先の選択を狭くしている場合もあり、就職が困難となる。

##### 卒業3〜5年
- 採用企業のニーズ - 若年層の中途採用として、企業は、柔軟性や人間性のほか、社会人としての基本的な事柄の習得、やる気を前提とし、その上で前職での若干の成果を求めることがある。
- ミスマッチの概要 - 求職者がまったく働いていないかフリーターの経験のみで、正社員として雇用された期間がない場合、企業側が求める、「社会人としての基本的な事柄の習得」とともに、「年齢に相応する基本的な業務知識・経験」を満たしていないと取られることがある。求職者が直前まで正社員として勤務していた実績がある場合は、上記の要素を満たしているため、ある程度の幅で転職活動を行うことが出来る。

##### 卒業5〜10年
- 採用企業のニーズ - 30歳前後の中途採用として、企業は、柔軟性や人間性、社会人として当然の常識のほか、前職での若干の成果とある程度の専門的知識の習得を前提としている。
- ミスマッチの概要 - 求職者が全く働いていないかフリーターの経験のみで、正社員として雇用された期間がない場合、企業側が求める、「専門的な知識」を満たしていないととられることがある。求職者が直前まで正社員として勤務していた実績がある場合は、その専門性の方向での転職が容易となるが、専門性が生かされない他の分野への転職はやや難しくなる場合がある。

##### 卒業10年以上
- 採用企業のニーズ - 長期の職業経験を積んだ中堅従業員の中途採用として、企業は、前職でのはっきりとした成果と専門的知識の習得を前提とし、その上でその職種に応じたマネージメント能力を求めることがある。
- ミスマッチの概要 - 求職者が全く働いていないかフリーターの経験のみで、正社員として雇用された期間がない場合、企業側が求める、「すべての基準」を満たしていないととられることがある。求職者が直前まで正社員として勤務していた実績がある場合は、その専門性の方向での転職が容易となるが、相応の実績と、マネージメント能力のPRが必要となる。

#### 転職回数
概ね社会人経験の年数を3で割ったよりも転職回数が多い場合や、30代後半以降で、数度にわたる転職がある場合などは、定着率について採用企業に不安が発生する。また、社会人経験が10年以上で、一度も転職経験がない場合は、従来とは異なる企業風土への適応について不安が発生する。このため、長期的に雇用することが前提となる正社員での登用について、懸念される傾向にある。ただし、IT、医療、外食、出版などの業界では転職を繰り返す事はごく一般的であり、極度に多い場合を除いて、転職回数にはあまりこだわらないことも多い。

#### 直前の在籍期間
正社員として勤務したにもかかわらず、1年未満での転職の場合は、定着率について採用企業に不安が発生することが多い。特に人材紹介会社などによる紹介によって採用された企業を1年未満で退職している場合は、非常に敬遠する傾向がある。

#### スキル
求職者が持つスキル(専門的技能)や、マネージメント能力が、採用企業の求める基準に満たしていない場合は、就職が困難となる。特に、業界が求める求職者の年齢に対する平均的な専門能力を下回っている場合は、その傾向は強い。業種や時期などによっても異なる。

#### 地域
近年、地域による経済格差の拡大が発生している。このため、経済活動の過程の一つとして行われる採用活動が、低迷した地域では不活性になる傾向があり、地域経済の浮沈とその地域に居住する求職者の求人倍率と連動することが多い。

#### 就職氷河期
バブル崩壊後の1992年から、雇用、設備、債務の「3つの過剰」が叫ばれ、企業が軒並み新卒採用枠を縮小した。この影響で、大学を出ながら就職の機会に恵まれず、フリーターや派遣社員になることを余儀なくされた者が急増した。1997年新卒の就職状況はいったんは持ち直したが、同年の景気後退により新人を育てる意識が廃れて新卒に「即戦力」を求める風潮が生まれ、 新卒者を現場に即投入してミスマッチにより解雇する「新卒切り」が横行。就職戦線は氷河期を超える「超・氷河期」と呼ばれた。2005年以降は新卒の雇用環境は回復したが、就職氷河期の影響で長年正規雇用されなかった者は企業が採用しようとしないため、多くは非正規のまま滞留するか、低賃金の周辺的正社員となっているのが現状である。リーマンショック後の2010年〜2013年卒も就職氷河期と言われるが、早くも2014年には新卒就職状況は好転し、既卒者も「第二新卒」として転職に成功した人も多いなど、超・氷河期に比べれば格段に恵まれた条件にある。

### 女性の就職難
総合職、一般職という区分があった頃（例えば1992年）、「女子学生は採用しない」「（男子学生には送られる資料が）女子学生には送られない」といった事例があった。こういった事例の背景として、当時の企業側が女性を本格的な労働力としては考えていなかったことが指摘されている。その後男女雇用機会均等法の改正もあり、少なくとも表面上の差別は減少傾向にある。
かつて日本では女性の失業率が高かったが、1998年以降男女の失業率は逆転し、それ以降は男性の方が失業率が高くなっている。ただし、女性は男性に比べて非正規雇用の比率が高く平均賃金が低いため、同一条件で比較して女性の方が有利とは限らない。

### 就職難の影響
定職につくことが出来ない状況では、経済基盤が確立しにくく、将来や人生設計が描きにくい。そのため、消費を抑制し貯蓄に回そうとするため、消費が低迷しそれにより更に経済が悪化するという悪循環に陥る。また、家族を養えず出費が見込まれる結婚・出産を忌避するようになり、婚姻率も低下し少子高齢化が促進されている。
また住居の維持が困難なほど生活基盤が崩壊している者がネットカフェ難民や路上生活になり、社会問題となっている。

### 就職支援・職業訓練・就業支援センター・就業支援
主なものには、以下のものがある。

#### 就職支援

##### 駿台就職支援センター
駿台予備学校が大学受験のノウハウを活かし就職対策を展開。但し受講希望者は必ず、説明会兼体験講義の受講とテストを受けることを義務付けている。

##### アスナビ
日本オリンピック委員会（JOC）が進めているトップアスリートの就職支援ナビゲーション。詳しくはこちらを参照。

#### 職業訓練

##### 新宮市職業訓練センター
職業訓練の各種教室や講習会用に設置された施設。職業訓練法人新宮地域職業訓練協会が指定管理を受け、その運営・管理を行っている。

#### 就業支援センター・就業支援

##### 東京しごとセンター
東京しごとセンター・東京しごとセンター多摩は東京都の施設。都が民間に業務委託して就業支援を行っている。

##### 京都ジョブパーク
京都府総合就業支援拠点。ハローワークと緊密に連携、京都府、連合京都、京都経営者協会と多数の諸団体が加わり「地域で支える共同運営」という方式を実践。

##### 雇用就業支援コーナー
都道府県雇用開発協会などが雇用就業支援コーナーを全国各地に設置。

##### 沼田町就業支援センター
沼田町 法務省旭川保護観察所沼田駐在官事務所にあり、国営では初の少年向け更生保護施設として開設。主に農業の実習訓練施設で宿泊施設になっており保護観察官が保護観察を受けている少年たちと共同生活している。

##### 沖縄県労政・女性就業センター
那覇市西の沖縄県三重城合同庁舎にある。沖縄県観光商工部雇用労政課が担当。センターでは就職を希望する女性に対し、就業に関する相談と内職に関する相談などと、就業に必要な技術講習を行っている。

##### 札幌市就業サポートセンター
所在地：札幌市北区の札幌サンプラザ1階にある。
ハローワークと民間職業紹介事業者、札幌市が共同で無料の職業紹介サービスを行っている、全国で唯一の施設

##### 山梨県就業支援センター
山梨県庁にあり、県が設置・運営する職業能力開発施設。職業適性など就業に関する相談や求職者を対象に3ヶ月から1年間の職業訓練と就職相談と職業紹介をセットでおこなっている

##### 熊野町就業促進センター
熊野町内の事業所に就職を希望の人材と人材を求める町内の事業所をつなぐ機関として設置。職業安定法に規定する職業紹介は行うことはできない。

##### 大阪ホームレス就業支援センター
名前の通り大阪のホームレスの就業支援を目的として大阪府と大阪市、社会福祉法人みおつくし福祉会、連合大阪などで協議会を結成して運営。

##### 佐賀県在宅就業支援センター
佐賀県ひとり親家庭等在宅就業支援事業で、在宅でIT就業を希望する、ひとり親や障害者を対象に、必要な知識と技術を身に付ける訓練などの支援を行っている。

##### 高齢者就業支援センター
名古屋市高齢者就業支援センター、北九州市高年齢者就業支援センターなど。新宿区は公益財団法人新宿区勤労者・仕事支援センターを設置し、高年齢者無料職業紹介所「新宿わく☆ワーク」を、秋田では秋田高齢期雇用就業支援コーナー秋田総合生活文化会館・美術館に設けている。

##### 障害者職業センター
職業リハビリテーション、障害者職業センター、障害者就業・生活支援センター。
障害者の雇用の促進等に関する法律。
障害者の雇用の促進等に関する法律施行令。
障害者の雇用の促進等に関する法律施行規則。

## 他の国での状況

### 中華人民共和国
人口が多く、毎年約4～500万人近い大卒者が、労働市場に供給される。企業側が供給に追いつくだけの雇用を創出することができず、2005年の卒業者数340万人に対し、就職していない大学卒業者数は120万人、2006年も約3割の大卒者が就職することができなかった。
2007年3月に行われた全国人民代表大会では、今後もしばらくの間は就職難が続くことが見通しとして示されている。

### インド
2010年代のインドでは、統計上の失業率は低いものの、地方部ではカースト身分の低い多くの農業労働者が半失業状態で滞留するなど、労働市場のミスマッチが生じている。2015年、ウッタル・プラデーシュ州がお茶くみ係と警備員を368人募集したところ230万人（州の人口の約1%）が応募して話題となった。